# Ninkautu
Ninsutu o Ninkautu, en la antigua mesopotamia, fue una deidad creada por Ninhursag para sanar una de las ocho enfermedades de Enki(véase Mito de Enki y Ninhursag). Era consorte de Ninazu, una deidad del inframundo.